# روسیه واحد
روسیه واحد (به روسی: Единая Россия) نام یکی از احزاب سیاسی کشور روسیه و حزب حاکم آن کشور است. این حزب در میان احزاب روسیه به عنوان حزبی میانه‌رو مطرح است و از رئیس جمهور کنونی روسیه ولادیمیر پوتین حمایت می‌کند.